# Sieboldius alexanderi
Sieboldius alexanderi är en trollsländeart som först beskrevs av Chao 1955.  Sieboldius alexanderi ingår i släktet Sieboldius och familjen flodtrollsländor. IUCN kategoriserar arten globalt som otillräckligt studerad. Inga underarter finns listade i Catalogue of Life.